# إنغارو
إنغارو هي بلدية في اليابان، وبلدة في اليابان، تقع في Okhotsk Subprefecture ‏، بلغ عدد سكانها 20,119 نسمة وذلك حسب إحصائيات سنة 2018.

## المناخ
يظهر الجدول التالي التغييرات المناخية على مدار السنة لإنغارو:
| البيانات المناخية لـإنغارو                | البيانات المناخية لـإنغارو | البيانات المناخية لـإنغارو | البيانات المناخية لـإنغارو | البيانات المناخية لـإنغارو | البيانات المناخية لـإنغارو | البيانات المناخية لـإنغارو | البيانات المناخية لـإنغارو | البيانات المناخية لـإنغارو | البيانات المناخية لـإنغارو | البيانات المناخية لـإنغارو | البيانات المناخية لـإنغارو | البيانات المناخية لـإنغارو | البيانات المناخية لـإنغارو |
| الشهر                                     | يناير                      | فبراير                     | مارس                       | أبريل                      | مايو                       | يونيو                      | يوليو                      | أغسطس                      | سبتمبر                     | أكتوبر                     | نوفمبر                     | ديسمبر                     | المعدل السنوي              |
| ----------------------------------------- | -------------------------- | -------------------------- | -------------------------- | -------------------------- | -------------------------- | -------------------------- | -------------------------- | -------------------------- | -------------------------- | -------------------------- | -------------------------- | -------------------------- | -------------------------- |
| الدرجة القصوى °م (°ف)                     | 9.2 (48.6)                 | 12.0 (53.6)                | 17.1 (62.8)                | 30.9 (87.6)                | 37.7 (99.9)                | 35.3 (95.5)                | 36.4 (97.5)                | 36.6 (97.9)                | 33.3 (91.9)                | 27.8 (82.0)                | 22.8 (73.0)                | 16.6 (61.9)                | 37.7 (99.9)                |
| متوسط درجة الحرارة الكبرى °م (°ف)         | −2.7 (27.1)                | −2.1 (28.2)                | 2.4 (36.3)                 | 10.6 (51.1)                | 17.0 (62.6)                | 20.3 (68.5)                | 23.7 (74.7)                | 25.5 (77.9)                | 21.3 (70.3)                | 15.3 (59.5)                | 7.3 (45.1)                 | 0.3 (32.5)                 | 11.6 (52.8)                |
| المتوسط اليومي °م (°ف)                    | −8.3 (17.1)                | −8.1 (17.4)                | −2.9 (26.8)                | 4.6 (40.3)                 | 10.4 (50.7)                | 14.3 (57.7)                | 18.2 (64.8)                | 19.9 (67.8)                | 15.3 (59.5)                | 8.9 (48.0)                 | 2.1 (35.8)                 | −4.7 (23.5)                | 5.8 (42.5)                 |
| متوسط درجة الحرارة الصغرى °م (°ف)         | −15.1 (4.8)                | −15.4 (4.3)                | −9.1 (15.6)                | −1.4 (29.5)                | 4.0 (39.2)                 | 9.0 (48.2)                 | 13.6 (56.5)                | 15.3 (59.5)                | 9.9 (49.8)                 | 3.0 (37.4)                 | −3 (27)                    | −10.5 (13.1)               | 0.0 (32.0)                 |
| أدنى درجة حرارة °م (°ف)                   | −29.2 (−20.6)              | −29.5 (−21.1)              | −26.2 (−15.2)              | −18.1 (−0.6)               | −5 (23)                    | −0.6 (30.9)                | 3.7 (38.7)                 | 5.6 (42.1)                 | 0.7 (33.3)                 | −5.2 (22.6)                | −16.6 (2.1)                | −23.9 (−11.0)              | −29.5 (−21.1)              |
| الهطول مم (إنش)                           | 49.5 (1.95)                | 32.1 (1.26)                | 34.4 (1.35)                | 40.9 (1.61)                | 54.8 (2.16)                | 58.2 (2.29)                | 97.7 (3.85)                | 114.5 (4.51)               | 113.7 (4.48)               | 80.5 (3.17)                | 51.1 (2.01)                | 52.9 (2.08)                | 794.5 (31.28)              |
| متوسط تساقط الثلوج سم (إنش)               | 162 (64)                   | 135 (53)                   | 120 (47)                   | 30 (12)                    | 2 (0.8)                    | 0 (0)                      | 0 (0)                      | 0 (0)                      | 0 (0)                      | 0 (0)                      | 24 (9.4)                   | 117 (46)                   | 596 (235)                  |
| ساعات سطوع الشمس الشهرية                  | 92.4                       | 110.2                      | 155.2                      | 166.2                      | 182.9                      | 167.0                      | 144.9                      | 151.1                      | 152.2                      | 143.6                      | 109.8                      | 91.2                       | 1٬671                      |
| المصدر #1: وكالة الأرصاد الجوية اليابانية |                            |                            |                            |                            |                            |                            |                            |                            |                            |                            |                            |                            |                            |
| المصدر #2: وكالة الأرصاد الجوية اليابانية |                            |                            |                            |                            |                            |                            |                            |                            |                            |                            |                            |                            |                            |